# BEST OF DREAMS COME TRUE
『BEST OF DREAMS COME TRUE』（ベスト オブ ドリームズ・カム・トゥルー）は、DREAMS COME TRUEの非公認ベスト・アルバムである。1997年10月1日にEpic/Sony Records（現・エピックレコードジャパン）からリリースされた。
本アルバムは、旧所属レコード会社がDREAMS COME TRUEのメンバーに無許可でリリースしたアルバムであり、後にドリカムが無許可で発売されたことに憤慨して旧所属レコード会社へ抗議を行って廃盤を求めた結果、本アルバムの廃盤と代替の公認ベストアルバムのリリースへ至った経緯がある（詳しくは後述）。

## 概要
初回出荷枚数は200万枚。売り上げは6作連続でダブルミリオンを突破し、1997年のアルバム年間ヒットチャートでは6位、歴代アルバムチャートでは62位を記録した。
内容としては、エピックレコードジャパンから発売された8thシングル「雪のクリスマス」、9thシングル収録の「彼は友達」、11thシングル収録の「太陽が見てる」、12thシングル収録の「SAYONARA」、13thシングル収録の「雨の終わる場所」、14thシングル「WINTER SONG」、15thシングル「WHEREVER YOU ARE」、16thシングル収録の「きづいてよ」、18thシングル収録の「嵐が来る」、19thシングル収録の「家へ帰ろ」、20thシングル「そうだよ／誘惑」以外のシングルを収録している。
現在では入手困難なシングルバージョンを収録している（「うれしい!たのしい!大好き!」以外）貴重な作品であり、「Ring! Ring! Ring!」以降のトラックで「go for it!｣以外は、全てシングルバージョンではアルバム初収録となっていたが、公式ベストとして、2015年7月7日にユニバーサルミュージックから発売されたオールタイム・ベスト「DREAMS COME TRUE THE BEST! 私のドリカム」と1年後の2016年には同じ日に発売されたオールタイム裏ベスト「DREAMS COME TRUE THE ウラBEST! 私だけのドリカム」にてエピック在籍時代の音源はシングルバージョンで収録された（但し、1996年発売の「そうだよ/誘惑」は除く）。
MD盤も同時発売されている。(規格品番：ESYB7150)
日本国内では未発売だったが、香港やマレーシア等のアジア諸国においてはカセットテープで発売されていた。

## 権利問題・背景等
このアルバムはDREAMS COME TRUEのメンバーの同意を得ずして収録曲の代表原盤権を持つエピックレコードジャパン側が選曲し、エピックがドリカムに無許可で発売したものである。背景には、本アルバム発売の数か月前にヴァージン・レコード（日本では東芝EMI）へ移籍したことが影響しており、1996年12月時点でDREAMS COME TRUEはエピックとの契約が終了していた。
ジャケットデザイナーによれば「レコーディングの地でもあるロンドンでジャケット撮影まで終えていたんですが、エピックから移籍することになってしまって急遽、ベストアルバム制作に切り替わってしまったんです。」とのことで、ニューアルバムがリリースされる予定から変更になったものと思われる。
DREAMS COME TRUEはデビュー以来、「私たちにベストアルバムは必要ない。一枚一枚どれもベストアルバムだと思っている」と度々繰り返し主張しており、本アルバムの発売直前には公式ファンクラブ会員に向けて「最低限の仁義」として、「このベスト盤が出たことは私達の本意ではないため、購入を控えて欲しい」と呼び掛けを行う等の異例の事態にもなった。

### 発売後の対応
エピックから強制的に発売されたことに憤慨してメンバー側がエピックに抗議を行い、本アルバムへの対策の形でDREAMS COME TRUE側が公認する本アルバムの代替的なベストアルバムとして『DREAMS COME TRUE GREATEST HITS "THE SOUL"』を2000年2月14日に発売した代わりに本アルバムの廃盤を同意したため、2000年以降このアルバムは廃盤となっており、公式なディスコグラフィーからもその存在が抹消されている。なお、翌年(1998年)11月に発売された3曲入りマキシシングル『WINTER SONG』については、アーティスト公認による作品のためディスコグラフィーには掲載されている。上述の公認ベストアルバムは発売の数か月前からファンからの投票を募る等で事前のリサーチを行い、メンバーも発売に同意した上での発売となっている。そして、その代替の公認ベストアルバム作品の方が売上枚数も順位も上回っている。
前述の通り、2000年以降は廃盤となっているが、リリース枚数が多かったこともあり、中古市場では数多く流通している。
なお、2000年以降に発売された各ベストアルバムでは、シングル曲はアルバムバージョンで収録していることが多いため、特にデビューから1999年以前のシングル曲の原曲は、各シングル盤を購入しない限り聴取することができない場合が多かったが、オールタイムベストアルバム「私のドリカム」や裏ベスト「私だけのドリカム」（詳しくは #概要 を参照）でシングルバージョンがリマスターを施され収録された。

## 収録曲
1. APPROACH
2ndシングル
2. あなたに会いたくて
1stシングル
3. うれしい!たのしい!大好き! ('EVERLASTING' VERSION)
3rdシングル「うれしはずかし朝帰り」のカップリング。シングルバージョンではなく、2ndアルバム『LOVE GOES ON…』バージョンで収録されている。
4. うれしはずかし朝帰り
3rdシングル
5. LAT.43°N 〜forty-three degrees north latitude〜
4thシングル
6. さよならを待ってる
7thシングル
7. Ring! Ring! Ring!
6thシングル
8. 笑顔の行方
5thシングル
9. 忘れないで
10thシングル
10. Eyes to me
9thシングル「Eyes to me／彼は友達」の1曲目。
11. 決戦は金曜日
11thシングル「決戦は金曜日／太陽が見てる」の1曲目。
12. 晴れたらいいね
12thシングル
13. go for it!
13thシングル「go for it!／雨の終わる場所」の1曲目。
14. すき
16thシングル「すき／きづいてよ」の1曲目。
15. サンキュ.
17thシングル
16. ROMANCE
19thシングル「ROMANCE／家へ帰ろ」の1曲目。
17. LOVE LOVE LOVE
18thシングル「LOVE LOVE LOVE／嵐が来る」の1曲目。